# Java Agent DEvelopment Framework
По всяка вероятност JADE или Java Agent DEvelopment framework e един от най-разпространените, агенто-ориентирани среди за програмиране използвани в наши дни. JADE е система с напълно разпределен мидълуер с гъвкава и многофункционална инфраструктура, позволяваща лесно да се разширява на по-високо ниво и с допълнителни модули. Тази софтуерна среда, улеснява развитието на цялостни, агентно-базирани приложения с помощта на run-time среда прилагайки поддръжка на жизнен цикъл, изискваща се от агентите, основната логика на самите агенти и богат набор от графични инструменти. Средата JADE е написана изцяло на Java и използва, като ресурс, един голям набор от езикови функции и библиотеки и по този начин предлага широк спектър от програмни абстракции, които позволяват на разработчиците, те самите, да изградждат мулти-агентни системи с едно относително минимално ниво на познания в теорията на агентите. Първоначално JADE, е разработена от отдела за изследвания и развитие на компаията-"Telecom Italia", но вече това е обществен проект и се разпространява, под формата отворен код с лиценз от страна на LGPL.

## Примерът "Здравей, свят!"
```
 
import
 
jade.core.Agent
;

  
public
 
class
 
HelloAgent
 
extends
 
Agent

  
{

      
protected
 
void
 
setup
()

      
{

          
System
.
out
.
println
(
"Hello World. "
);

          
System
.
out
.
println
(
"My name is "
+
 
getLocalName
());

      
}

  
}

```